# Rhaphium doroninae
Rhaphium doroninae är en tvåvingeart som beskrevs av Grichanov 1995. Rhaphium doroninae ingår i släktet Rhaphium och familjen styltflugor. Inga underarter finns listade i Catalogue of Life.